# Grenze zwischen Äthiopien und Eritrea
Die Grenze zwischen Äthiopien und Eritrea trennt als internationale Landgrenze diese beiden Staaten. Die Länge der Grenze wird mit 912 oder 1033 km angegeben. Die Grenze verläuft vom Dreiländereck mit dem Sudan zum Dreiländereck mit Dschibuti (bis 1967 Französische Somaliküste).

## Geschichte

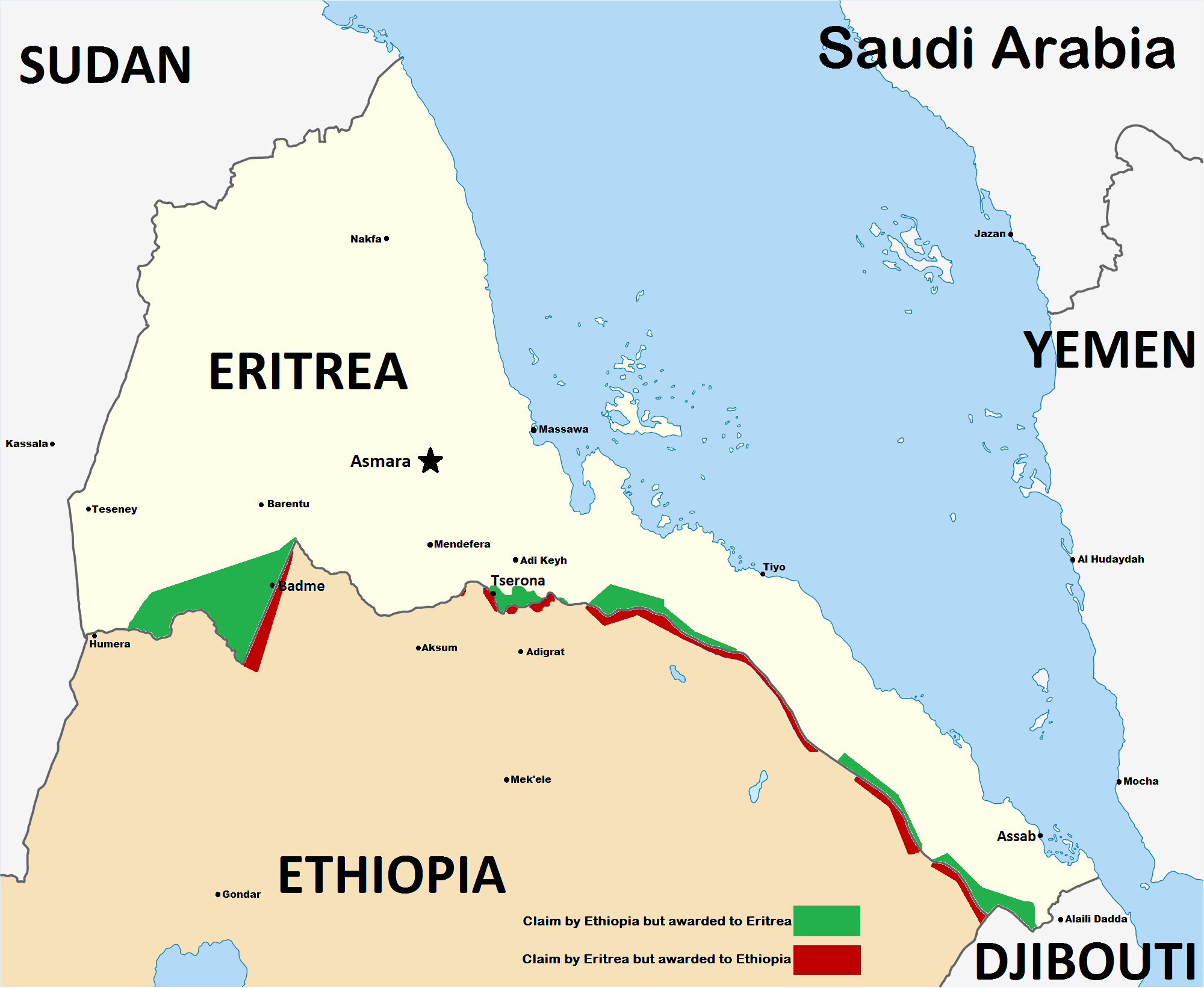
Im Jahr 1998 umstrittene Gebiete

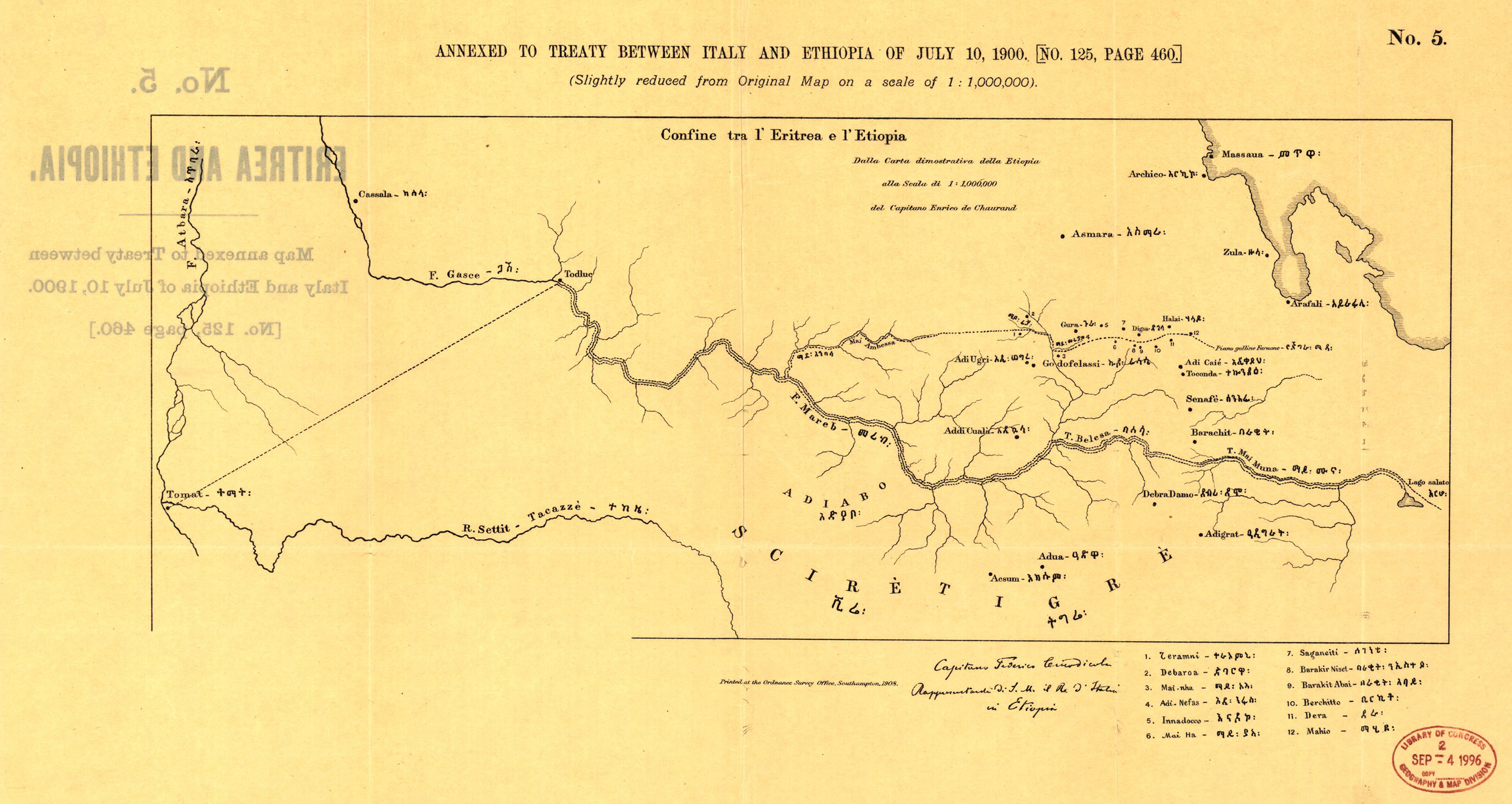
Grenzverlauf nach dem Vertrag von Addis Abeba 1900

Nach der italienischen Besetzung Eritreas wurde das italienische Expeditionsheer 1896 in der Schlacht von Adua von den äthiopischen Truppen unter Kaiser Menelik II. geschlagen. Daraufhin verzichtete Italien auf eine Eroberung Äthiopiens und Äthiopien auf einen Zugang zum Meer. Im Jahr 1897 erfolgte die erste Festlegung der Grenze zwischen der italienischen Kolonie Eritrea und Äthiopien auf der Linie Tomat – Todluc – Mareb – Mai Ambessa – Saganeiti. Für den nördlichen Teil der Grenze wurde dies durch eine 1902 veröffentlichte Zusatzvereinbarung zum Vertrag von Addis Abeba aus dem Jahr 1896 bestätigt. Im März 1908 kam es zu einer weiteren Festlegung dahin, dass die Grenze  der Linie nach Südosten, parallel zur Küste und in einem Abstand von 60 km zu dieser bis zum Treffen auf die französische somalische Besitzung verlaufen sollte ("linea [...] verso sud-est, parallela alla costa e ad una distanza di 60 km da essa, fino a giungere al confine del possedimento francese delle Somalie"). 1936 eroberte Italien Äthiopien und die Grenze wurde zur Verwaltungsgrenze innerhalb Italienisch-Ostafrikas. Dieses wurde im Verlauf des Zweiten Weltkriegs 1941 von britischen Truppen erobert und besetzt. Eritrea wurde nach der Wiedererlangung der Unabhängigkeit des Kaiserreichs Äthiopien 1951 mit Äthiopien in einer Föderation verbunden und 1961 Äthiopien angegliedert, was zu einem 30 Jahre dauernden Unabhängigkeitskrieg in Eritrea führte, der 1993 mit dessen Unabhängigkeit endete.
1998 kam es zu einem Grenzkrieg zwischen den beiden Staaten, der bis 2018 andauerte und vor allem die Gegend um Badme (14°43′32.05″N, 37°48′14.9″O) im Yirga-Dreieck betraf. Dieser und auch weitere Grenzkonflikte wurden 2018 durch einen Friedensvertrag beendet.

## Grenzverlauf
Die Grenze verläuft vom Dreiländereck mit dem Sudan westlich von Humera im äthiopischen Tigray im Fluss Tekeze (14°15′34.99″N 36°33′40″O) zunächst dem Fluss folgend nach Osten, verlässt diesen und führt geradlinig durch das Yirga-Dreieck zum Fluss Mareb (im Unterlauf Gash), dem sie aufwärts folgt. Weiter führt sie zunächst nach Südosten und dann nach Osten am äthiopischen Kloster Debre Damo und an Adigrat vorbei zur Danakil-Depression und verläuft weiter in rund 60 km Abstand zur Küste des Roten Meers nach Südosten, bis sie am Berg Mousa Alli  (2028 m) das Dreiländereck mit Dschibuti (12°27'0"N, 42°24'0"O) erreicht.